# 71783 Izeryna
71783 Izeryna è un asteroide della fascia principale. Scoperto nel 2000, presenta un'orbita caratterizzata da un semiasse maggiore pari a 2,1759063 UA e da un'eccentricità di 0,1169708, inclinata di 2,12118° rispetto all'eclittica.